# ブダイ・ラースロー
ブダイ・ラースロー（Budai László, 1928年7月19日 - 1983年7月2日）は、ハンガリー出身の元サッカー選手、サッカー指導者。選手時代のポジションはフォワード、ミッドフィールダー。

## 経歴
1950年代にマジック・マジャールと呼ばれたハンガリー代表の一員。ずんぐりした体形ながら精力的かつ勇敢なプレーを持ち味とし、代表ではストライカーを務めるコチシュ・シャーンドルとのコンビネーションプレーを得意とするウインガーとして活躍した
。1948年にフェレンツヴァーロシュTCに移籍すると、翌1949年にリーグ制覇に貢献。1951年に同僚のチボル・ゾルターンやコチシュと共にブダペスト・ホンヴェードへ引き抜かれると、3度のリーグ優勝と1度のミトローパ・カップ優勝に貢献した。
ハンガリー代表としては、1949年5月2日の中央ヨーロッパ選手権、対オーストリア戦で代表デビューをすると、1959年に引退するまで国際Aマッチ39試合出場10得点を記録した。また、1950年9月24日のアルバニア戦では4得点（試合は12-0でハンガリーの勝利）を記録している。
マジック・マジャールの一員として1952年ヘルシンキオリンピック金メダル、1953年の中央ヨーロッパ選手権優勝に貢献、1953年にウェンブリー・スタジアムで行われたイングランドとの親善試合にも出場した。1954年のFIFAワールドカップ・スイス大会では1次リーグの韓国戦、準決勝のウルグアイ戦での顕著な活躍に関わらず、決勝戦はフェレンツ・プスカシュの控えとなった。
また1958年のFIFAワールドカップ・スウェーデン大会でも代表メンバーに選出されたが、出場機会を得ることは出来なかった。